# Better Think Twice
Better Think Twice is een single van de Nederlandse zangeres Trijntje Oosterhuis. Het is afkomstig van hun album Wrecks we adore. Het was de tweede single afkomstig van genoemd album. Het nummer haalde noch de Single Top 100, noch de Nederlandse Top 40. Het nummer gaat over afscheid tussen twee geliefden, de “geliefde van Trijntje” zou zich toch moeten bedenken voordat hij haar laat gaan.

## NPO Radio 2 Top 2000
Better think twice stond alleen in 2012 in de NPO Radio 2 Top 2000, op plek 1275.